# Kaito Yamamoto
Kaito Yamamoto (Shizuoka, 10 juli 1985) is een Japans voetballer.

## Carrière
Kaito Yamamoto tekende in 2004 bij Shimizu S-Pulse.